# PayTop
PayTop est un établissement de paiement agréé en ligne basé à Paris. Il intervient en tant qu'opérateur de comptes de paiements mobile et web. Ce pure player développe actuellement son offre pour y intégrer des services tels que l’achat de minutes téléphoniques, le cash for goods ou encore le virement. La société a obtenu un agrément multi-services auprès de l’ACPR en avril 2011 et appartient au pôle de compétitivité financier mondial « Finance Innovation ».

## Historique
Basée à Paris, PayTop a été lancée en septembre 2012 par Truffle Capital à la suite du rachat de la société Sencillo en juillet 2012. PayTop regroupe sous son égide PayTop Store chargé des solutions de paiement destinés aux professionnels et Devisea, service d’achat et d’envoi de devises à domicile. Paytop compte en juin 2015 45000 clients, pour 14 millions d'euros de flux financiers traités. 

## Activités

### Transfert d’argent
PayTop propose de réaliser des transferts d’argent en ligne vers l'étranger immédiats et à prix uniques. Une fois envoyé, l’argent peut être retiré dans un réseau de distributeurs agréés qui dispose de plus de 2000 points de retraits dans plus de 90 pays.

### Envoi de devises
PayTop propose la livraison de 46 devises à domicile ou sur le lieu de travail. Elles sont envoyées à domicile dans un délai de 24 ou 48 heures.

### Airtime
En 2014, PayTop lance Airtime, le rechargement du mobile d'un proche à l'étranger. Le crédit envoyé peut être utilisé sous forme de data, minutes, SMS ou jeux.

### Carte PayTop Voyageur
PayTop lance la première carte multi-devises en France qui permet d'effectuer des paiements dans 210 pays supportés par le réseau Mastercard. Sa Carte Voyageur s’adresse aux voyageurs fréquents, notamment les voyageurs d’affaires. 

#### Transfert gratuit carte voyageur PayTop
PayTop innove quant au transfert de carte à carte qui est gratuit: ainsi un étudiant à Londres, ou aux USA, ou en France peut recevoir gratuitement de ses proches de l'argent sur sa carte bancaire Voyageur dans la devise de son choix (euro, livre sterling, dollar).

## Conseil de Surveillance
- Nicolas Gagnez  Président du Conseil de Surveillance
- David Boucher
- Bernard-Louis Roques
- Éric Besson